# Aram Bagh (Ágra)

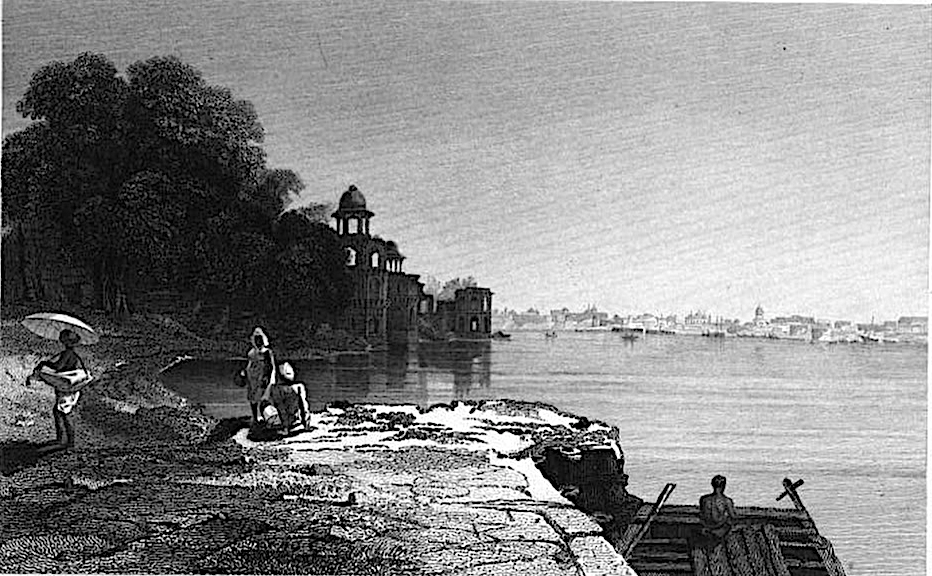
Břeh Jamuny v roce 1835.

Aram Bagh jsou zahrady, které se nachází v indickém městě Ágra ve státě Uttarpradéš. Nachází se zhruba pět kilometrů severovýchodním směrem od Tádž Mahálu, na břehu řeky Jamuny. Název vznikl zkomolením původního perského označení pro zahrady odpočinku. Zaujímá obdélníkový prostor o rozměrech 335 x 259 m, západní strana zahrady přiléhá k břehu řeky Jamuny.
Jako perská zahrada je Aram Bagh uspořádána takovým způsobem, aby odpovídala muslimské představě ráje. Zahrady byly rozděleny v pravidelných liniích cestami a doplněny kanály. Voda se spouštěla po řadě kaskád stupňovitě až k řece Jamuně. Dva vyhlídkové pavilony u samotné řeky zahrnovaly i podzemní prostory (takhana), které měly během horkých letních měsíců představovat útočiště pro návštěvníky. Součástí zahrad byly kromě kanálů i početné fontány.

## Historie
Jedná se o nejstarší perské zahrady v Indii. Nechal je zbudovat mughalský císař Bábur v roce 1528. Inspiroval se zahradami v Samarkandu. Po nějakou dobu zde byl císař Bábur i pochován, než bylo jeho tělo exhumováno a převezeno do Kábulu v dnešním Afghánistánu.
K zahradám se váže legenda, kdy císař Akbar Veliký své budoucí třetí ženě, aby zde nehnutě ležela po šest dní, a poté bude souhlasit s tím, že si ji vezme.
Po příchodu Britů byla zahrada přejmenována na Ram Bagh a po nějakou dobu sloužila také jako ovocný sad. Byly zde zasázeny i cypřiše. Na počátku 21. století proběhla renovace parku, včetně staveb. V současné době se jedná o veřejnosti přístupný park.